# Tactopoda
Tactopoda je predložena klada protostomskih životinja koja obuhvata razdele Tardigrada i Euarthropoda, čije postojanje je podržano raznim morfološkim obzervacijama.
Konkurentna hipoteza je Arthropoda (= Euarthropoda + Onychophora).